# Morfa Bychan
Morfa Bychan är en by i Gwynedd i Wales. Byn är belägen 173,1 km 
från Cardiff. Orten har 554 invånare (2016).